# Вітезслав Ярош
Вітезслав Ярош (23 липня 2001) — чеський футболіст, який грає на позиції воротаря за «Штурм» (Грац), орендований у клубу Прем'єр-ліги «Ліверпуль». Раніше він виступав на правах оренди в «Сент-Патрікс Атлетик», «Ноттс Каунті» та «Стокпорт Каунті».

## Клубна кар'єра

### Початок кар'єри
Ярош починав у своєму місцевому клубі ФК «Пршибрам», де виступав протягом трьох років, а потім перейшов до празької Славії у 2011 році. Він провів там шість років, перш ніж підписати контракт з «Ліверпулем» у 2017 році, приєднавшись до академії клубу і вигравши молодіжний кубок Англії у своєму другому сезоні в команді.
Влітку 2019 року він вперше зіграв за основну команду в передсезонному товариському матчі проти «Транмір Роверз», відігравши другий тайм і здобувши перемогу з рахунком 6–0. Незабаром після цього він отримав травму на тренуванні, яка зупинила його прогрес: удар в лікоть з близької відстані розірвав зв'язку і трохи відірвав кістку, травма потребувала операції, через що він пропустив кілька місяців.

### Ліверпуль
Вперше Ярош потрапив у склад основної команди «Ліверпуля» у лютому 2020 року, коли він потрапив на лаву запасних на матч-відповідь четвертого раунду Кубка Англії проти «Шрусбері Таун». Він підписав новий довгостроковий контракт з клубом 9 липня 2020 року. У наступному сезоні Ярош знову опинився на лаві запасних у трьох матчах Ліги чемпіонів, вдома та на виїзді проти «Аякса» та на виїзді проти «Мідтьюлланндом», хоча в усіх трьох матчах він залишився на лаві запасних, не вийшовши на заміну.

#### Оренда в Сент-Патрікс Атлетік
3 лютого 2021 року було оголошено, що Ярош приєднався до команди Прем'єр-дивізіону Ліги Ірландії «Сент-Патрікс Атлетік» на правах оренди до кінця сезону 2021 року. Це зробило його другим гравцем з Чехії, який підписав контракт з клубом, після уродженця Пржибрама Міхала Мацека. Дебют Яроша за «Сент-Патрікс» і його дебют в основному складі клубу відбувся 19 березня 2021 року в дублінському дербі на стадіоні «Таллот» у матчі з «Шемрок Роверс» (1–1). Дебютний виступ Яроша призвів до того, що він отримав високу оцінку від свого тренера Стівена О'Доннелла, який заявив : "Сьогодні ввечері він показав те, що він показував перед сезоном. Для такого молодого гравця, 19 років, мати такий гарний менталітет і бути таким зібраним — якби ви прийшли й не знали його віку, ви б сказали: «Це досвідчений ветеран, це справжній професіонал». 3 квітня 2021 року він зіграв перший сухий матч у своїй дорослій кар'єрі, коли його команда перемогла з рахунком 1–0 у «Богеміанс» у дублінському дербі на «Дейлімаунт Парк» і очолила лігу. Ярош провів п'ять сухих матчів у шести іграх, а його команда залишалася непереможною після дев'яти матчів, пропустивши лише чотири голи. 12 листопада 2021 року Яроша було названо найкращим гравцем року за версією вболівальників клубу після дебютного сезону, у якому він допоміг команді посісти 2-ге місце, що стало найкращим результатом із моменту завоювання титулу 2013 року. 28 листопада 2021 року Ярош востаннє вийшов у складі клубу у фіналі Кубка Ірландії 2021 року, перемігши суперника «Богеміанс» по пенальті з рахунком 4–3 після нічиєї 1–1 у додатковий час перед рекордною для фіналу Кубка Ірландії аудиторією в 37 126 глядачів на стадіоні «Авіва». Він покинув клуб наприкінці сезону, чекаючи поради від Юргена Клоппа щодо свого наступного кроку. Тренер «Ліверпуля» заявив, що «Він був блискучим в Ірландії», а тренер «Патрика» Стівен О'Доннелл заявив, що він найкращий 20-річний воротар, якого він коли-небудь бачив, включаючи Каспера Шмейхеля, який був його одноклубником у «Фолкерку» в тому ж віці. 26 січня 2022 року було оголошено, що Яроша було названо найкращим голкіпером року за результатами голосування ірландських журналістів.

#### Оренда в Ноттс Каунті
27 січня 2022 року було оголошено, що Ярош підписав контракт з командою Національної ліги «Ноттс Каунті» до кінця сезону. Він дебютував за клуб 1 березня 2022 року у виїзному матчі проти «Честерфілда», який закінчився поразкою з рахунком 3–1. Загалом за час оренди він зіграв 15 матчів за клуб, який упустив можливість вийти в плей-офф Другої Ліги EFL.

#### Оренда в Стокпорт
4 липня 2022 року Ярош підписав контракт із клубом Другої ліги EFL «Стокпорт Каунті» на правах оренди терміном на один сезон. Дебют Яроша за клуб відбувся 9 серпня 2022 року в матчі Кубка Футбольної ліги проти «Гаррогейт Таун» на виїзді, в якому він зіграв на нуль, перемігши з рахунком 1–0. Через чотири дні після цього він зберіг ще один нульовий рахунок у своєму дебютному домашньому матчі в лізі з «Колчестер Юнайтед» (1–0). 23 серпня 2022 року Ярош зберіг свої ворота сухими, зігравши внічию 0–0 з командою Прем'єр-ліги «Лестер Сіті» в матчі Кубка Футбольної ліги, а також відбив пенальті від Джеймса Меддісона в серії пенальті, коли його команда зазнала поразки з рахунком 3–1 по пенальті. Під час оренди він провів 13 матчів за клуб у всіх турнірах.

#### Оренда в Штурм
9 січня 2024 року Ярош підписав новий контракт з «Ліверпулем» і перейшов до клубу австрійській Бундеслізі «Штурм Грац», що посідав друге місце. Перший єврокубковий матч у своїй кар'єрі він провів 15 лютого 2024 року у матчі Ліги конференцій УЄФА перемігши «Слован» (Братислава) з рахунком 4–1. 1 травня 2024 року він був у складі команди, яка виграла Кубок Австрії 2023—2024 після перемоги у фіналі над «Рапідом» у Відні з рахунком 2–1. Під час оренди він провів 21 матч у всіх змаганнях, які завершилися перемогою в австрійській Бундеслізі 2023—2024, зробивши дубль і завершивши 10-річну серію перемог «Ред Булл Зальцбург» у чемпіонаті Австрії.

## Виступи за збірну
Ярош представляв Чехію на різних рівнях юнацької збірної. Його перший виклик до молодіжної збірної Чехії відбувся у вересні 2021 року. Він дебютував у складі молодіжної збірної Чехії 29 березня 2022 року в гостьовому матчі зі збірною Андорри з рахунком 3–0. Його вперше включили до основної збірної Чехії на товариські матчі проти Норвегії та Вірменії в березні 2024 року. У травні 2024 року був включений до складу збірної на турнір УЄФА Євро-2024.

## Титули і досягнення
Ліверпуль
- Кубок Англії (молодіжний): 2018-19[50]
- Прем'єр-ліга: 2024-25

Сент-Патрікс Атлетик
- Кубок Ірландії: 2021[22]

Штурм Грац
- Австрійська Бундесліга: 2023-24[44]
- Кубок Австрії: 2023-24[43]

### Індивідуальний
- Найкращий атлетичний гравець року St Patrick: 2021[16]